# Ernst Priesner
Ernst Priesner (* 12. Mai 1934 in Wien; seit 19. Juli 1994 bei Garmisch-Partenkirchen verschollen) war ein österreichischer Biologe. Er forschte auf dem Gebiet der Sexualpheromone am Max-Planck-Institut für Verhaltensphysiologie in Seewiesen. Seine entomologischen Schwerpunkte lagen auf dem Gebiet der Erforschung der Hautflügler und Schmetterlinge.

## Leben

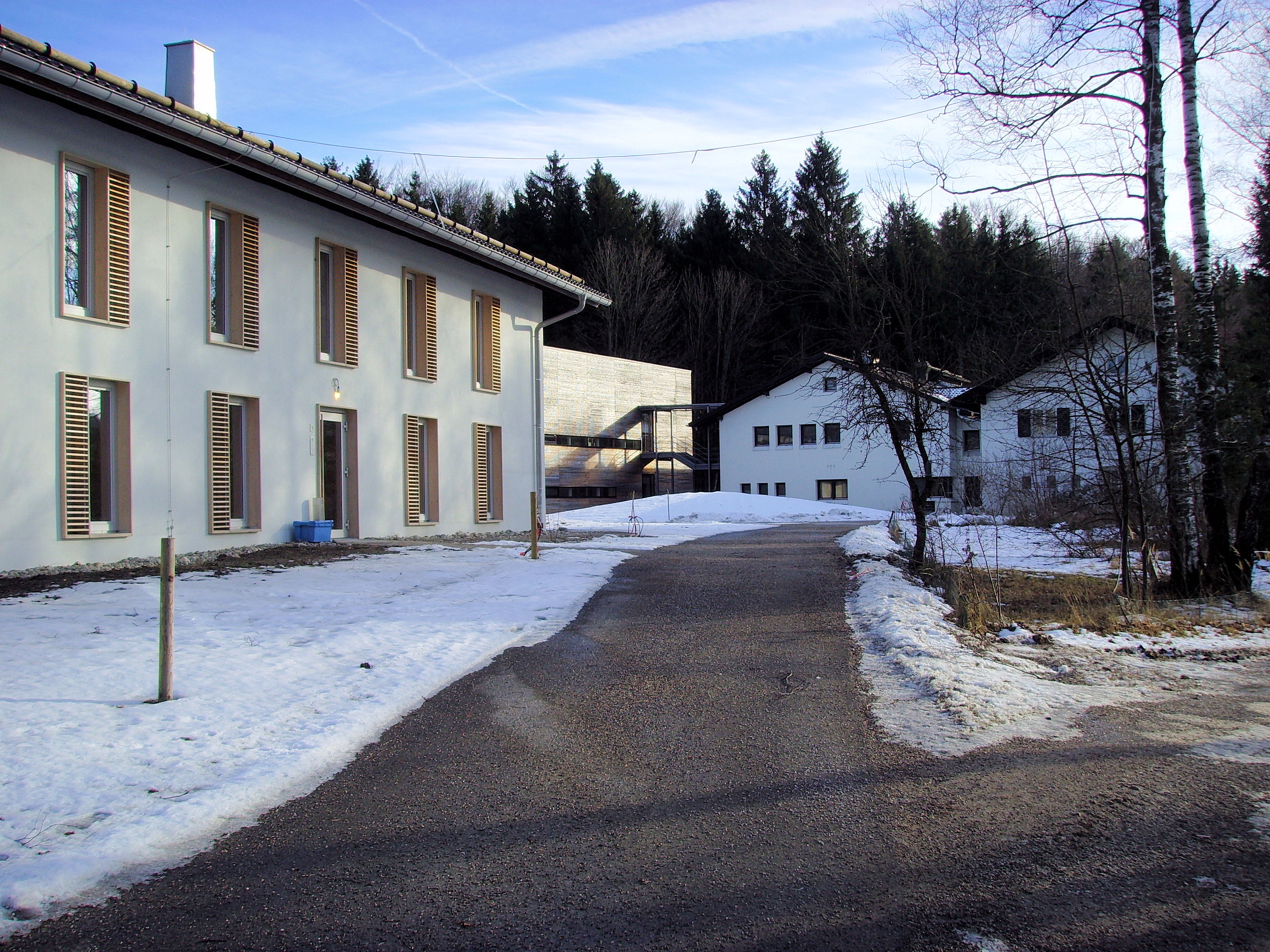
Institutsgebäude des Max-Planck-Instituts für Verhaltensphysiologie in Seewiesen

Ernst Priesner besuchte das Gymnasium in Klagenfurt. Danach studierte er Biologie an der Universität Wien, wo er in der Arbeitsgruppe von Wilhelm Kühnelt am Zoologischen Institut seine Dissertation anfertigte und 1959 promoviert wurde.
Nach seinem Studium arbeitete Priesner zunächst am forstzoologischen Institut der Universität Göttingen, bevor er 1963 zur Arbeitsgruppe von Dietrich Schneider an die Ludwig-Maximilians-Universität München wechselte. Zwei Jahre später folgte er Schneider nach Seewiesen an das dortige Max-Planck-Institut. Im Jahr 1974 habilitierte sich Ernst Priesner an der Universität Erlangen, wo er sich auf die Untersuchung von Insektenpheromonen, besonders von Glasflüglern, spezialisierte. Priesner wurde im Jahr 1983 für seine Arbeiten auf dem Gebiet der Pheromonforschung mit dem Gay-Lussac-Humboldt-Preis ausgezeichnet. Er war die treibende Kraft bei der Erforschung der Glasflügler durch Anlockung mittels synthetisch hergestellter Pheromone, wodurch viele neue Arten entdeckt wurden. Priesner entwickelte dazu einen Pheromonsatz von 21 Pheromonen, mit dem das Anlocken fast aller Arten von Glasflüglern gelingt. Priesners Arbeitsgruppenleiter am MPI in Seewiesen war Karl-Ernst Kaissling.
Ernst Priesner gilt seit Juli 1994, als er von der Kontrolle von Lockstofffallen in den Bergen bei Garmisch-Partenkirchen im Gebiet des Pflegersees nicht zurückkehrte, als vermisst. Verschiedene Suchaktionen durch die Bergrettung verliefen ohne Erfolg. Priesners wissenschaftlicher Nachlass mit Ausnahme des chemischen Teils ging an das Tiroler Landesmuseum Ferdinandeum.

## Veröffentlichungen (Auswahl)
- Jürgen Boeckh, Ernst Priesner, Dietrich Schneider, Martin Jacobson: Olfactory Receptor Response to the Cockroach Sexual Attractant. In: Science. Band 141, 1963, S. 716–717, doi:10.1126/science.141.3582.716.
- Ernst Priesner: Die interspezifischen Wirkungen der Sexuallockstoffe der Saturniidae (Lepidoptera). In: Zeitschrift für vergleichende Physiologie. Band 61, 1968, S. 263–297, doi:10.1007/BF00428005.
- Karl-Ernst Kaissling, Ernst Priesner: Die Riechschwelle des Seidenspinners. In: Die Naturwissenschaften. Band 57, 1970, S. 23–28, doi:10.1007/BF00593550.
- Peter Witzgall, Ernst Priesner: Wind-tunnel study on attraction inhibitor in male Coleophora laricella Hbn. (Lepidoptera: Coleophoridae). In: Journal of Chemical Ecology. Band 17, 1991, S. 1355–1362, doi:10.1007/BF00983768.